# Eriotheca longipedicellata
Eriotheca longipedicellata är en malvaväxtart som först beskrevs av Adolpho Ducke, och fick sitt nu gällande namn av André Georges Marie Walter Albert Robyns. Eriotheca longipedicellata ingår i släktet Eriotheca och familjen malvaväxter. Inga underarter finns listade i Catalogue of Life.